# Meniscium nesioticum
Meniscium nesioticum là một loài dương xỉ trong họ Thelypteridaceae. Loài này được Maxon & C.V. Morton Jermy & Walker, Trevor George mô tả khoa học đầu tiên năm 1985.